# سوفي ويلكوكس
سوفي ويلكوكس (بالإنجليزية: Sophie Wilcox)‏ هي ممثلة بريطانية، ولدت في 2 يناير 1975 في London Borough of Croydon ‏ في المملكة المتحدة.

## وصلات خارجية
- سوفي ويلكوكس على موقع IMDb (الإنجليزية)
- سوفي ويلكوكس على موقع قاعدة بيانات الفيلم (الإنجليزية)